# Xyela
Xyela é um género de vespões pertencentes à família Xyelidae.
O género foi descrito em 1819 por Dalman.
Possui distribuição cosmopolita.
Espécies:
- Xyela julii (Brébisson, 1818)[2]
- Xyela longula Dalman, 1819[2]